# Сончинское сельское поселение
Сончинское сельское поселение — муниципальное образование в Каменском районе Воронежской области.
Административный центр — село Сончино.

## Административное деление
Состав поселения:
- село Сончино,
- хутор Ивченково,
- хутор Лесково,
- хутор Новиковский,
- хутор Солонцы.